# Томилова, Наталья Валерьевна
Наталья Валерьевна Томилова (10 октября 1977, Пермь) — российская спортсменка, двукратная чемпионка мира по спортивному ориентированию на лыжах (2002, 2007), многократный призёр чемпионатов Европы.

## Биография
Училась в школе № 135 в спортивном классе. Затем окончила факультет физического воспитания Пермского государственного педагогического университета. Ещё в школе она увлеклась зимним спортивным ориентированием. В 1998 году вошла в состав российской сборной. В 1999 году одержала победу на чемпионате России. В 2001 году получила звание мастер спорта России международного класса. В 2002 году выиграла чемпионат мира в эстафете.
Сейчас выступает за СДЮШОР г. Горнозаводска, служит в СКА ДВО.
В 2008 году Наталье было присвоено почётное звание — Заслуженный мастер спорта России.
Приняла участие в соревнованиях по лыжному ориентированию в рамках зимних Всемирных военно-спортивных игр 2010 года, где в командной гонке стала второй вместе с Натальей Наумовой.
На чемпионате Европы 2012 года, проходившем в украинском городе Сумы, в составе эстафетной команды России (Козлова, Томилова, Мальчикова) завоевала золотую медаль.